# Fresnay-le-Samson
Fresnay-le-Samson è un comune francese di 112 abitanti situato nel dipartimento dell'Orne nella regione della Normandia.

## Società

### Evoluzione demografica
Abitanti censiti